# Фалоцеры

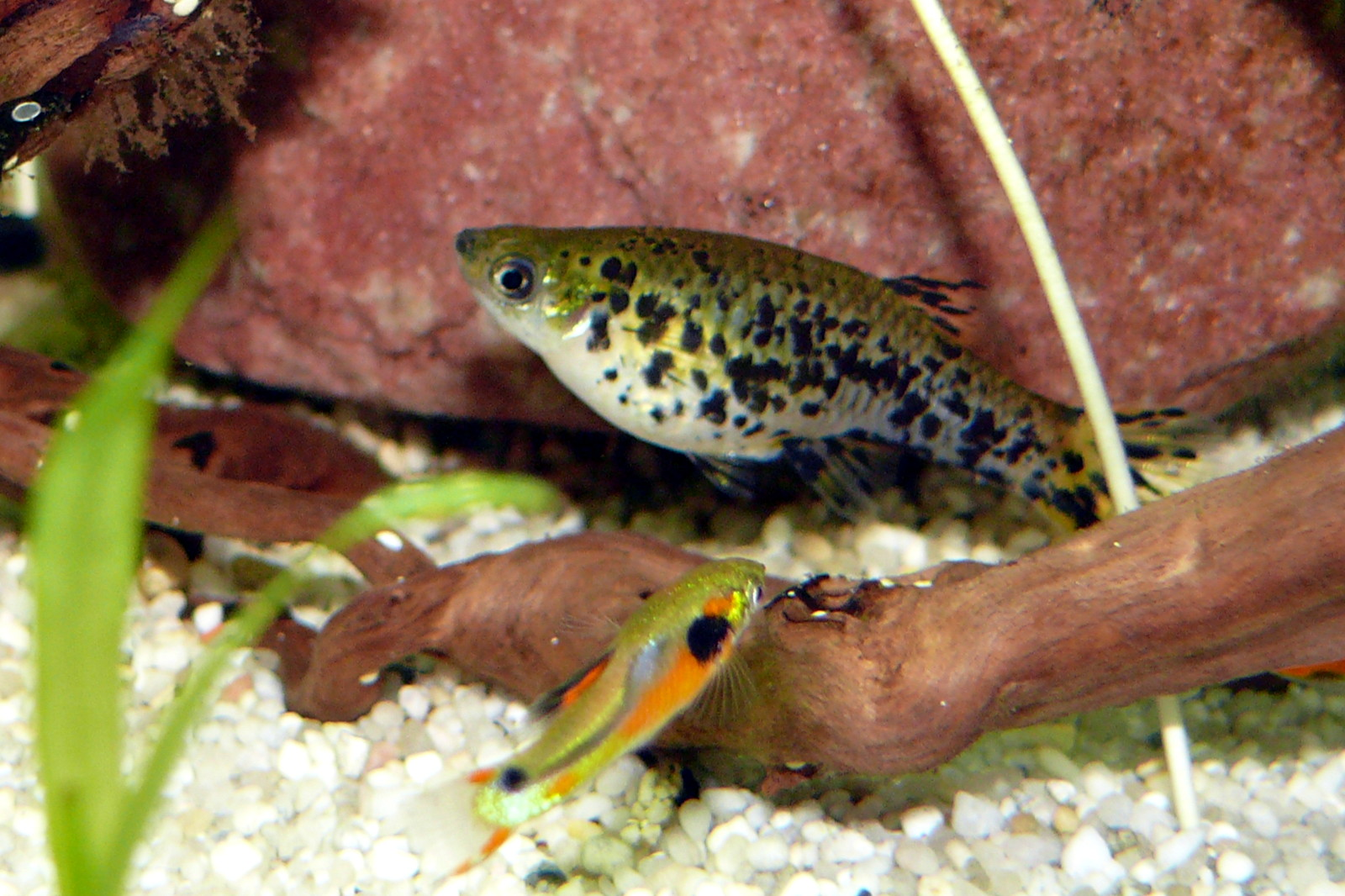
Уругвайский фалоцер (Phalloceros caudimaculatus), самка

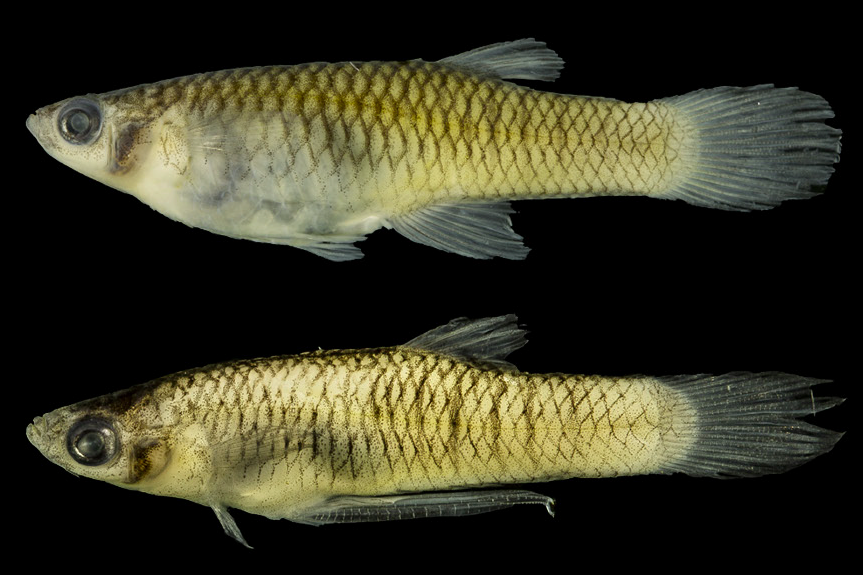
Phalloceros harpagos, самка и самец

Фалоцеры (лат. Phalloceros) — род живородящих лучепёрых рыб из семейства пецилиевых, обитающих в юго-востоке Южной Америки. Наиболее известный представитель — уругвайский фалоцер (Phalloceros caudimaculatus), пресноводная тропическая рыба, использующаяся в аквариумистике. Выведено множество пород этой рыбы.

## Описание
Длина тела до 6 см. Самцы значительно мельче самок. По сравнению с другими живородящими рыбами фалоцеросы имеют, соответственно длине их тела, длинный гоноподий. На конце гоноподия имеется характерный крючковидный придаток, что и дало родовое название (от греч. κέρας — рог). У многих видов в задней части тела имеется круглое пятно. У некоторых оно сильно удлинено, у других вовсе отсутствует. Отсюда были выведены породы уругвайского фалоцера с чёрными и золотистыми полосами.

## Распространение
Природный ареал рода простирается от Сан-Франсиску в Бразилии, в Уругвае и Парагвае до Аргентины, где они обитают в бассейне реки Парана. Кроме того, уругвайский фалоцер искусственно попал в Австралию.

## Классификация
Долгое время род фалоцеров считался монотипическим с единственным видом уругвайский фалоцер, пока в 2008 году бразильский специалист по живородящим видам Paulo Lucinda не описал ещё 21 вид.
- Phalloceros alessandrae Lucinda, 2008
- Phalloceros anisophallos Lucinda, 2008
- Phalloceros aspilos Lucinda, 2008
- Phalloceros buckupi Lucinda, 2008
- Уругвайский фалоцер (Phalloceros caudimaculatus) Hensel, 1868
- Phalloceros elachistos Lucinda, 2008
- Phalloceros enneaktinos Lucinda, 2008
- Phalloceros harpagos Lucinda, 2008
- Phalloceros heptaktinos Lucinda, 2008
- Phalloceros leptokeras Lucinda, 2008
- Phalloceros leticiae Lucinda, 2008
- Phalloceros lucenorum Lucinda, 2008
- Phalloceros malabarbai Lucinda, 2008
- Phalloceros megapolos Lucinda, 2008
- Phalloceros mikrommatos Lucinda, 2008
- Phalloceros ocellatus Lucinda, 2008
- Phalloceros pellos Lucinda, 2008
- Phalloceros reisi Lucinda, 2008
- Phalloceros spiloura Lucinda, 2008
- Phalloceros titthos Lucinda, 2008
- Phalloceros tupinamba Lucinda, 2008
- Phalloceros uai Lucinda, 2008